# Anestis Agritis
Anestis „Anastasios“ Agritis (griechisch Ανέστης Αγρίτης, * 16. April 1981 in Mytilini) ist ein ehemaliger griechischer Fußballspieler.

## Karriere
Erst mit 14 Jahren trat Agritis dem örtlichen Fußballklub Doksa Plagias bei. Vier Jahre später verließ er den Verein und ging zum griechischen Viertligisten Egeas Plomariou, nur um bereits nach einem halben Jahr in der zweithöchsten Liga beim Athener Vorortclub PAE Aigaleo anzuheuern. 2000 verpasste der Verein noch den Direktaufstieg um einen Punkt, in der Saison 2000/2001 gewann man die Liga jedoch souverän, wobei Agritis als zweitbester Torschütze der Athener elf Tore beitrug. Während dieser Saison wurde der Jungstürmer auch zum ersten Mal in die U21-Auswahl Griechenlands berufen.
In den folgenden Jahren etablierte sich Aigaleo in der Super League und bereits im dritten Jahr erreichte Anestis Agritis mit dem dritten Platz in der Meisterschaft und damit dem Erreichen des UEFA-Pokals seinen größten Vereinserfolg.
Auch in der U-21 war er erfolgreich und kam zu insgesamt 21 Einsätzen. Im Januar 2003 kam er auch zu einem Einsatz in der A-Nationalmannschaft gegen Zypern, der aber außer zwei Benefizspielen bislang sein einziger geblieben ist. Dafür stand er in der Auswahl für die Olympischen Spiele 2004 im eigenen Land.
Nach fünfeinhalb Jahren in der ersten griechischen Liga wechselte Agritis ins Ausland und verstärkte in der Winterpause 2007 den deutschen Zweitligisten Kickers Offenbach, wo er einen Vertrag bis 2009 unterschrieb. Zur Saison 2008/09 wechselte Agritis zurück in seine Heimat zu Iraklis Thessaloniki. Doch schon ein Jahr später unterschrieb er einen Vertrag bei OFI Kreta. Anschließend folgte der Wechsel zu AO Kerkyra und von 2013 bis 2015 spielte Agritis bei AEL Kallonis und beendete dort auch seine aktive Karriere.